# Sanfranciské muzeum moderního umění
Sanfranciské muzeum moderního umění (San Francisco Museum of Modern Art, SFMOMA) je soukromé neziskové muzeum moderního umění v San Francisku, největší muzeum svého druhu na světě. Když bylo muzeum v roce 1935 otevřeno pod vedením ředitelky Grace Morleyové (1900–1985), bylo to jediné muzeum na západním pobřeží Spojených států, které bylo věnováno výhradně umění 20. století. 

## Historie
V lednu 1995 se muzeum přestěhovalo do nové budovy, kterou navrhl švýcarský architekt Mario Botta. Od června 2013 proběhla rekonstrukce a přístavba navržená ateliérem Snøhetta. Znovu se muzeum otevřelo v květnu 2016 a nyní má šestnáct tisíc metrů čtverečních, což je o více než čtyřicet procent více výstavního prostoru, než má Muzeum moderního umění v New Yorku. Nová budova obsahuje především sbírku Donalda G. Fishera a jeho manželky. 
Sbírka muzea zahrnuje důležitá díla fotografie, malířství, sochařství, architektury, designu a mediálního umění.  Zastoupeni jsou například Ansel Adams, Anna Atkinsová, Alice Baberová, Matthew Barney, Louise Bourgeois, Constantin Brancusi, Julia Margaret Cameronová, Marcel Duchamp, Frida Kahlo, Paul Klee, Georgia O'Keeffeová, Helen Levittová, Dorothea Langeová, Agnes Martinová, Henri Matisse, Tina Modottiová, Salvatore Garau,  Jackson Pollock, Man Ray, Ludwig Mies van der Rohe, Sandy Skoglundová či Joel Sternfeld.

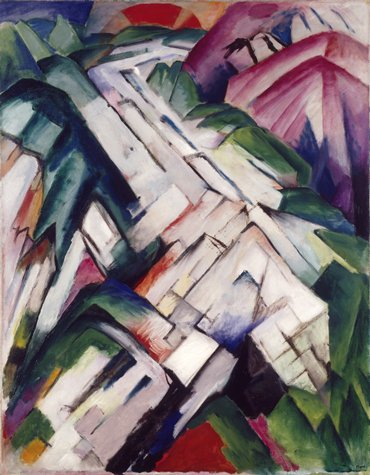
Franz Marc. Hory, 1911-1912
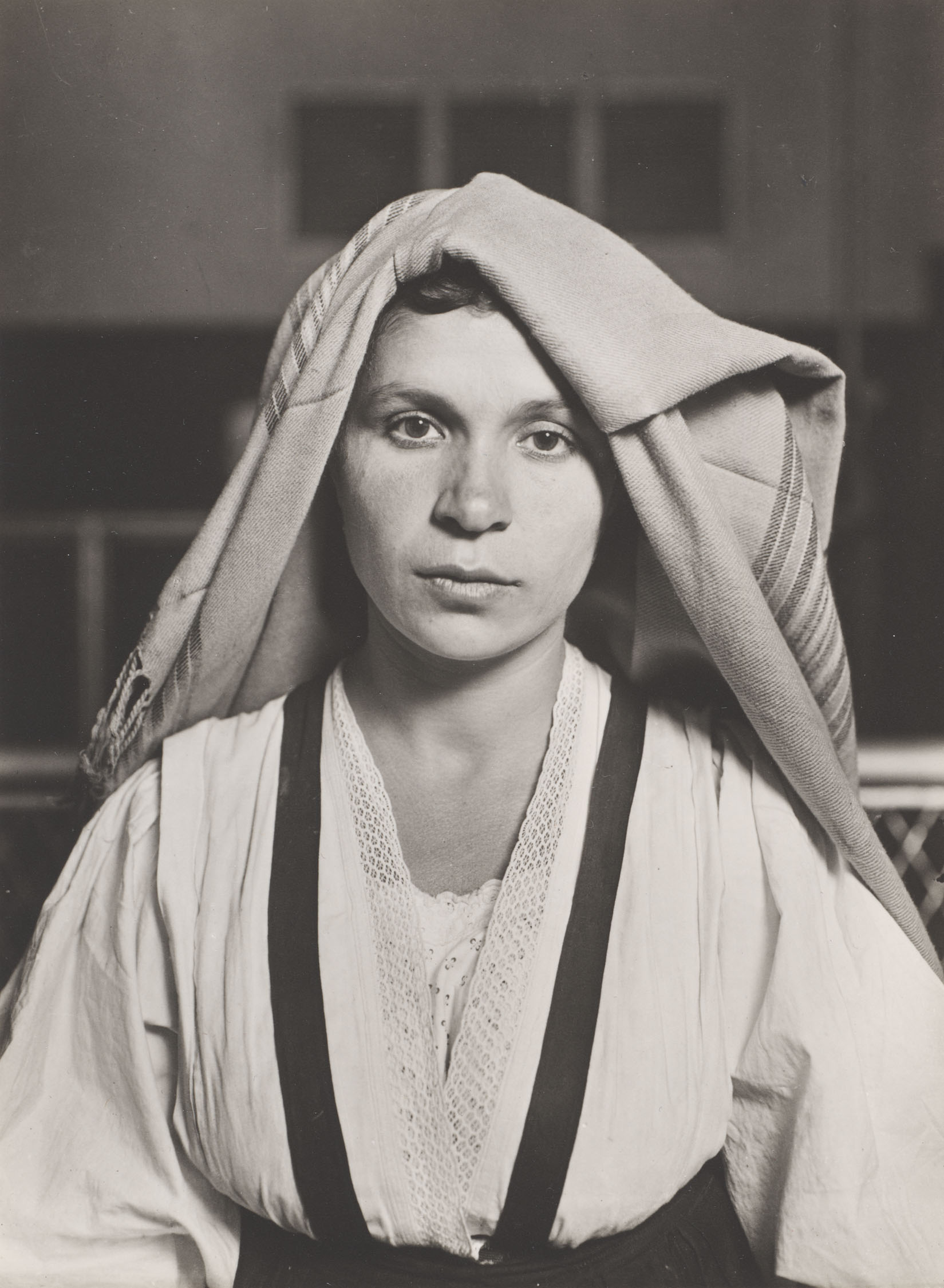
Lewis Wickes Hine. Woman with Folded Headdress, Ellis Island, NY, 1905
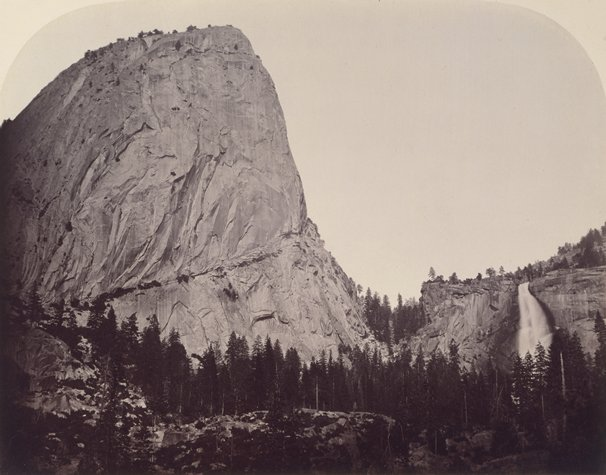
Carleton E. Watkins. Mt. Broderick, Nevada Fall, 700 ft., Yo Semite, 1861
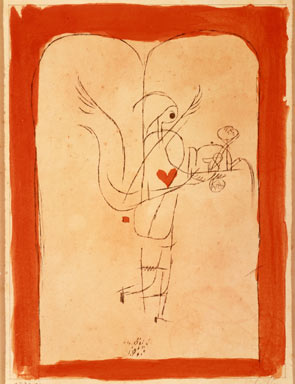
Paul Klee, Duch servíruje malou snídani, anděl přináší objednané, 1920
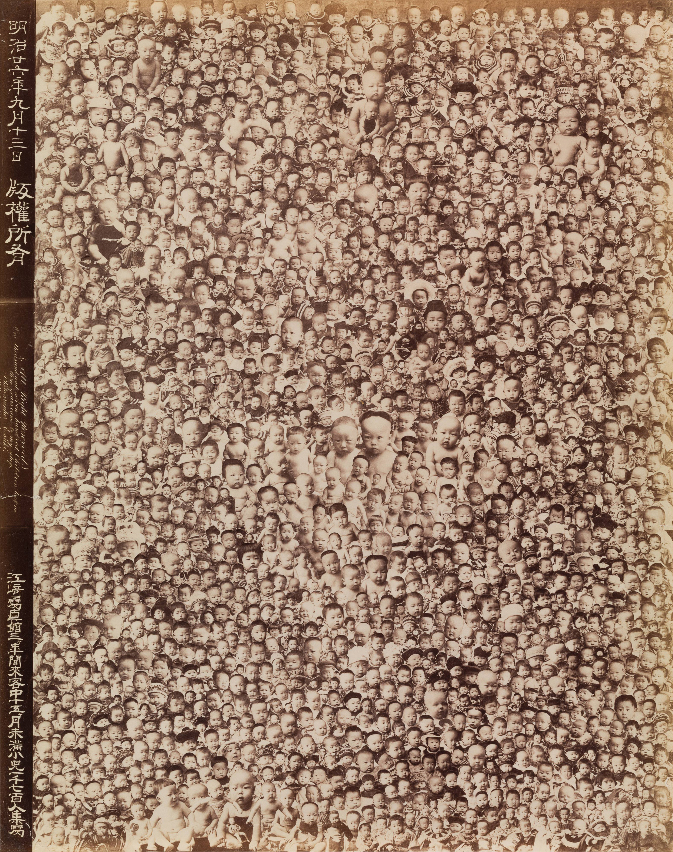
Esaki Reidži: Koláž dětí Tisíc sedm set dětí, které za tři roky přišly do mého obchodu, asi 1893